# Gilletiodendron mildbraedii
Gilletiodendron mildbraedii là một loài thực vật có hoa trong họ Đậu. Loài này được (Harms) Vermoesen miêu tả khoa học đầu tiên.